# نیکی فورستر
نیکی فورستر (انگلیسی: Nicky Forster؛ زادهٔ ۸ سپتامبر ۱۹۷۳) بازیکن فوتبال اهل بریتانیا است.
از باشگاه‌هایی که در آن بازی کرده‌است می‌توان به باشگاه فوتبال مارگیت، باشگاه فوتبال چارلتون اتلتیک، باشگاه فوتبال هورلی تاون، باشگاه فوتبال لینگفیلد، باشگاه فوتبال هال سیتی، باشگاه فوتبال گیلینگام، باشگاه فوتبال‌هایت تاون، باشگاه فوتبال ردینگ، باشگاه فوتبال ایپسویچ تاون، باشگاه فوتبال بیرمنگام سیتی، باشگاه فوتبال برنتفورد، باشگاه فوتبال برایتون اند هوو آلبیون، و باشگاه فوتبال دوور اتلتیک اشاره کرد.
وی همچنین در تیم ملی فوتبال زیر ۲۱ سال انگلستان بازی کرده‌است.